# Chó săn

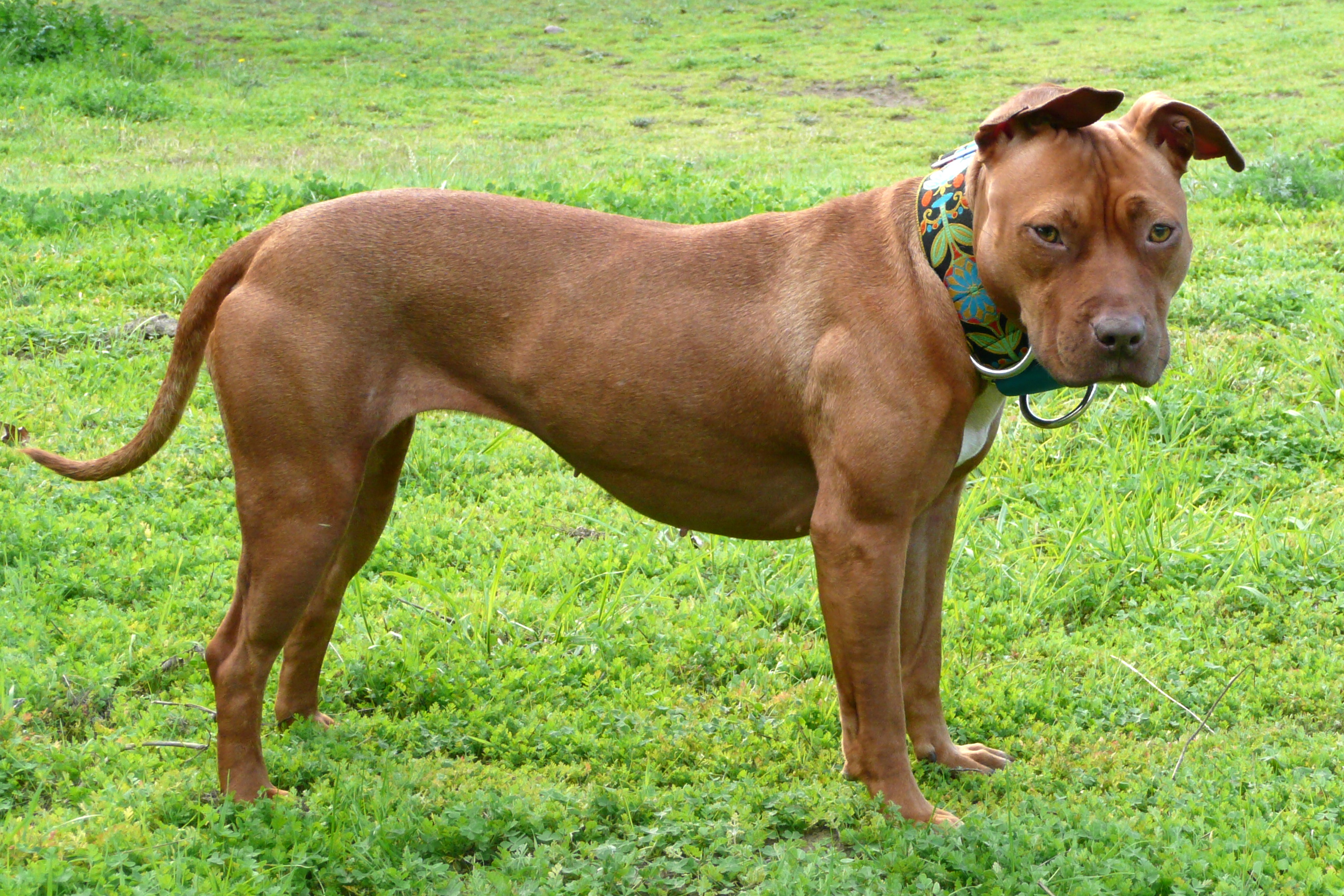
Một con chó săn bắt to khỏe thuộc dòng chó bò

Chó săn là những giống chó nhà hoặc các nhóm chó, dòng chó, cá thể chó bất kỳ được lai giống, huấn luyện, đào tạo dùng cho mục đích săn bắn. Đây cũng là những loại chó dùng để hỗ trợ cho con người trong các cuộc săn bằng cách theo dấu (đánh hơi) hoặc theo đuổi các động vật bị rượt đuổi. Nó có thể giúp thợ săn bằng cách xác định vị trí của con mồi. Các giống chó săn nòi có một tốc độ cao và một sự mẫn cảm giác quan về mùi. Có các kiểu chó săn cơ bản là:
- Chó săn đuổi hay còn gọi là chó săn rượt là những con chó săn mà chủ yếu săn bắt bằng tốc độ và tầm nhìn thay vì bởi đánh hơi và kiên nhẫn theo dấu như những con chó săn đánh hơi. Điển hình là giống chó Greyhound. Thông thường những con chó săn này thường đi theo bầy và hay phối hợp tấn công con mồi.
- Chó đánh hơi (chó mật thám) là loại chó săn mà chủ yếu săn bằng mùi hương chứ không phải là tầm nhìn, chúng không chạy nhanh. Các giống chó này thường được coi là có mũi nhạy cảm nhất trong số các loài họ chó. Hầu hết chúng có ngoại hình dài, tai rủ giúp thu thập mùi hương từ không khí, đặc biệt là chúng có lỗ mũi lớn và ẩm ướt để xử lý mùi hương tốt hơn.
- Chó săn chim hay chó chỉ điểm hoặc chó tha mồi là loại chó hỗ trợ trong việc tìm kiếm của thợ săn trong một trò săn bắn và thường là các loài chim, chúng dùng để làm chó tha mồi và chó chỉ điểm tìm ra vị trí con mồi khi bị thợ săn bắn hạ, đây là dòng chó giỏi lội nước để tha mồi về cho chủ.
- Chó bắt mồi là những giống chó săn to khỏe, cơ thể rắn chắc, chuyên đảm nhiệm việc xử lý những con mồi lớn, hung dữ như lợn rừng hay sói rừng, những giống chó này thường thuộc các nhóm nòi chó to khỏa, lỳ lợm như chó ngao, chó bò

## Tổng quan
Đào tạo chó săn tức là khơi dậy bản năng/năng khiếu săn bắt của chúng khi gặp thú hoang. Tất cả các nước tiên tiến đều có luật điều tiết việc săn bắn, huấn luyện và sử dụng chó biết đi săn. Để phù hợp với nhiệm vụ săn mồi, chó săn chính là những vận động viên chạy siêu hạng do có cấu trúc cơ thể đặc biệt và khả năng xử lý những đoạn đường cong mà không phải giảm tốc độ, chó săn có thể vượt qua đoạn đường cua mà không phải thay đổi sải chân, Chó săn vẫn luôn giữ sải chân đều đặn dù trên đường thẳng hay đường cong, và hoàn toàn chịu được 65% sự gia tăng lực lên các chi. Chó săn đều có tốc độ đỉnh vào khoảng 17 mét/giây, gần gấp đôi tốc độ của con người. Thường con chó săn tốt là con chó có chân to, người thon, lông mượt. Đặc biệt, khi đàn chó con đang ngủ mà con nào ngước mõm lên trên thì đó cũng là một trong những con chó biết săn.

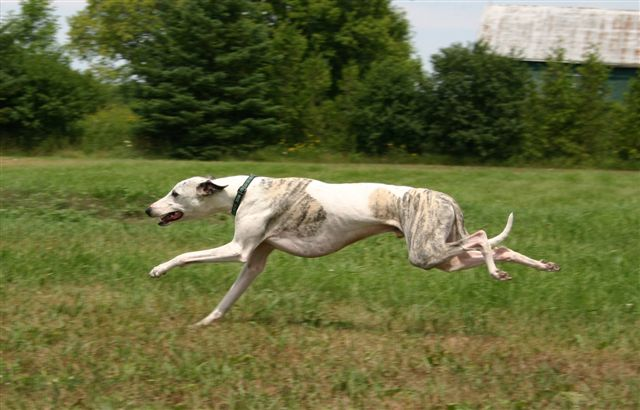
Một con chó săn rượt

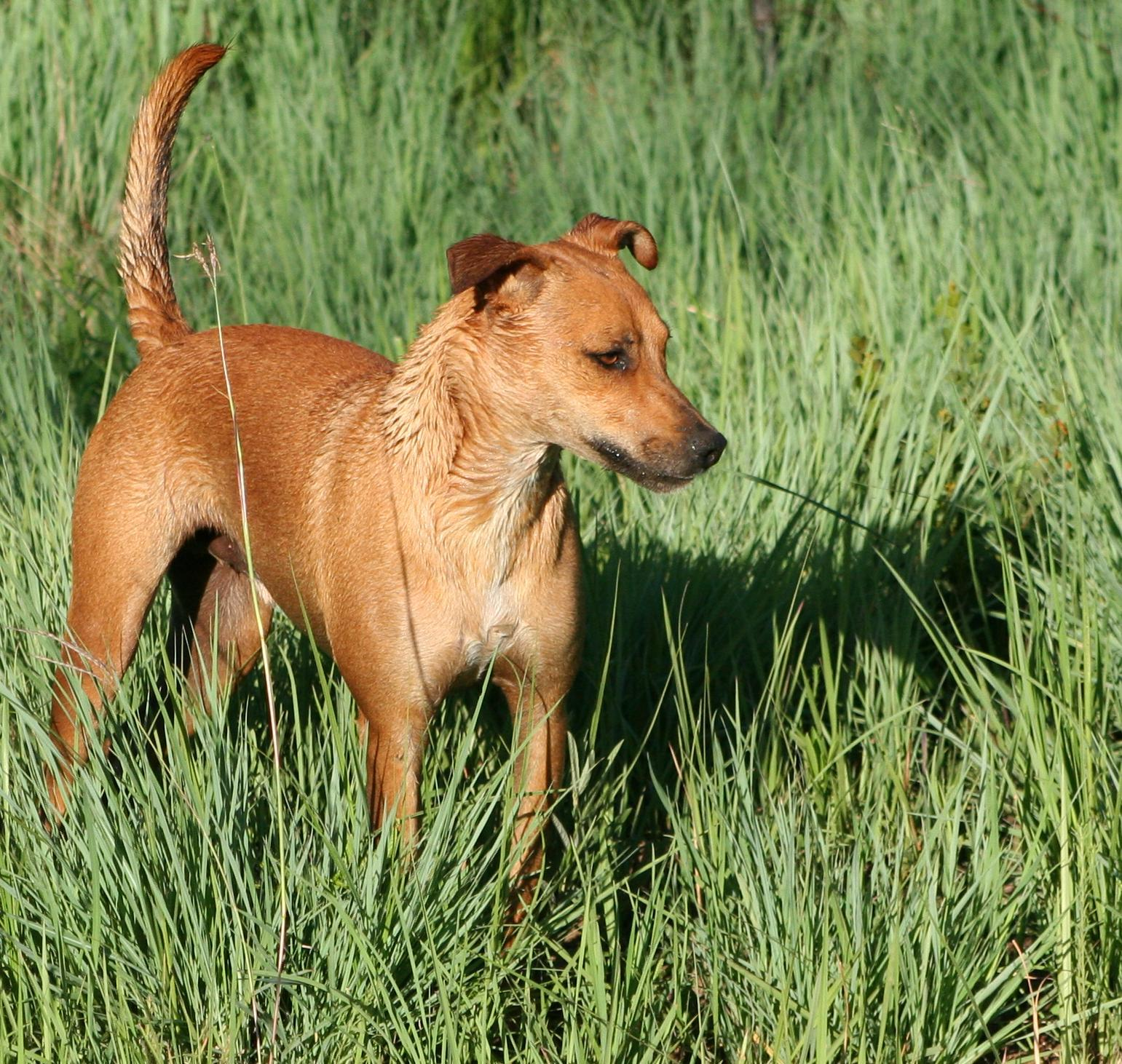
Một con chó săn ở châu Phi

Chó đi săn ở Việt Nam ngày xưa gọi là mun săn hay chó thoóc, chó đòi. Hồi đầu thế kỷ XX, nhiều người có trang bị có bầy chó săn đông đến 13 con. Trong đó, có con chó săn đầu đàn cực kỳ tinh khôn. Việc mua và nuôi bầy chó săn không đơn giản, phải là những gia đình có điều kiện ít ra họ cũng xuất thân từ tầng lớp trung nông, phú nông. Những chú chó ở đây được chọn cũng rất công phu, chúng phải là những con chó có máu mặt, tai nhỏ và sức rướn, biết đánh hơi và theo sát con mồi. Những chú chó được chọn thường là chó nhà phú nông, hoặc tầng lớp trung lưu thường bị xiềng xích để tạo tính hung dữ và khôn lanh. Trong những khu rừng nhỏ tiếp giáp với đồng cỏ ở Đà Lạt, người Thượng dùng chó, dáo mác để săn nai và heo rừng. Người ta dẫn theo đàn chó săn 4- năm con chó săn để săn heo rừng ở vùng U Minh đây là những con chó lai, mỗi con nặng 30– 40 kg, được huấn luyện để săn thú rừng, nhiều nhất là heo, khi phát hiện con thú rừng, chó sẽ bao vây tấn công, người thợ săn phải nhanh chóng chọn hướng tấn công, dùng mác dâm thẳng vào cổ hoặc kẹt nách để hạ gục con mồi.
Ở Anh và Ireland, thuật ngữ săn nai có lịch sử được dành riêng cho việc theo đuổi hươu với những con chó săn mùi hương (chó săn hươu), với những người theo không mang vũ khí thông thường cưỡi trên lưng ngựa. Đây là một phương pháp dùng chó săn bằng việc sử dụng chó để đuổi theo những con nai. Dưới thời kỳ Pháp thuộc, có những câu chuyện kể cho biết rằng nhiều sơn dân ở miền An Giang bị chết do những cuộc săn bắn của người Tây, người Tây đã giết nhiều người dân mà họ gọi là bắn nhầm hoặc do những con chó săn xé xác.
Ở Việt Nam, từ năm 2010, người săn trộm huấn luyện chó săn rất có nghề, đàn chó khi ở nhà trông hiền lành nhưng khi vào rừng thì trở thành sát thủ đáng sợ. Những vùng rừng nào từng có đàn chó săn này càn quét thì gần như không con thú lớn nhỏ nào còn sinh sống. Những con chó săn dù thể hình nhỏ gọn nhưng khả năng đi rừng, săn thú của chúng rất đáng khâm phục. Mỗi tay săn trộm sở hữu từ 2-3 con chó, có khi phối hợp với nhau thành một đàn chó đông đảo. Thường thì thú nhỏ như chồn, cheo, thỏ… đều trong tầm sát hại của đàn chó, nhưng thú lớn như mang, hoẵng cũng khó thoát nổi nếu bị chó vây quanh, sủa inh ỏi cho đến khi bị đạn súng săn hạ gục. Đàn chó còn có khả năng tìm kiếm, xua đuổi các loài thú trên cây như khỉ, vượn, voọc… khiến chúng hoảng sợ, rớt xuống đất hoặc bị dồn vào tầm bắn của thợ săn.
Để săn được thú dữ và hiếm, chẳng hạn như lợn rừng, ngoài người thợ săn bắn giỏi, họ còn huấn luyện thêm một đội chó săn tinh luyện để cùng hỗ trợ. Nuôi chó săn là công việc khó khăn mà, từ việc chọn mua chó, cách chăm sóc, huấn luyện chúng để trở thành những kẻ trinh sát giỏi. Chó săn phải chọn những con khôn, huấn luyện chúng biết đánh hơi tốt thì mới săn được. Mỗi lần đi săn lợn rừng, phường săn mang theo ít nhất ba con chó săn. Đặc điểm của những chú chó săn đầu đàn là khi phát hiện ra con thú thì chúng lập tức báo cho chủ nhân và đồng loại của chúng biết và bắt đầu hành trình đuổi bắt. Tuy nhiên, cũng có những khi chó săn bị lợn rừng hoặc thú dữ húc chết. Phường săn không làm thịt mà họ đem chôn cất chó hoặc những con chó săn khi vây bắt những con mèo rừng cỡ lớn nặng tới 42 kg, rất nhanh nhẹn và hung dữ, bị chó săn bao vây nó tìm cách tấn công mở đường thoát thân, thậm chí còn cắn trọng thương cả con chó đầu đàn.
Chó Lài là một giống chó xù thuộc dòng chó cỏ ở vùng núi phía bắc Việt Nam với đặc trưng là bộ lông màu đen. Đặc tính trung thành của chó nhà kết hợp với sự nhanh nhẹn, thông minh, sức mạnh và khả năng săn mồi của sói, tạo nên một giống chó quý hiếm. Đây là loài chó săn thông minh, thính nhạy, mạnh mẽ, hung dữ, người chủ có thể cầm cục đá ném qua mấy mái nhà nhưng nó có thể lao theo để tha cục đá đó về, hoặc chỉ cần chủ ra hiệu lệnh, nó sẽ lao nhanh quắp hai cánh con gà, tha về cho chủ. Người Mông cho rằng nếu gia đình nào có được con chó lài, thì khỏi phải lo miếng ăn, vì người chủ sai bảo, nó sẽ tự mò vào rừng, rồi tha về các loại thú, như bìm bịp, gà rừng, con sóc núi, con cầy hương, chuột núi, dúi…
Chó lài còn là sát thủ của các loại rắn độc hoặc nó sẽ tìm dấu vết thú, lùa thú vào trước họng súng cho chủ bắn.. Khi chủ nghe thấy nó sủa ăng ẳng trong rừng, thì có nghĩa là nó đã bắt được rắn độc. Loài chó H’ Mông cộc đuôi là một trong những loài chó săn tốt, với những đặc tính độc đáo và sự thông minh tuyệt vời, chúng có thể lực tốt và bền bỉ. Về hình dáng bên ngoài, ngoại hình của chúng khá đặc trưng với vẻ chắc nịch, đầy cơ bắp và chiếc đuôi cụt ngộ nghĩnh. Nanh của loài chó này thường có từ 6 đến 8 cạnh khác nhau (đây là đặc điểm của loài chó săn cổ xưa, theo kiểu cắn cổ con mồi và xé thịt). Chúng luôn lì lợm, ít cắn và luôn chỉ nghe theo một người chủ duy nhất., người H’ Mông nuôi loại chó này không nằm ngoài mục đích đi săn và trông coi nhà cửa. Tuy nhiên đến thời điểm này những cuộc săn lùng trong rừng sâu không còn nhiều, loài chó này chủ yếu được nuôi để trông nhà.

## Các cuộc săn

### Săn lợn rừng

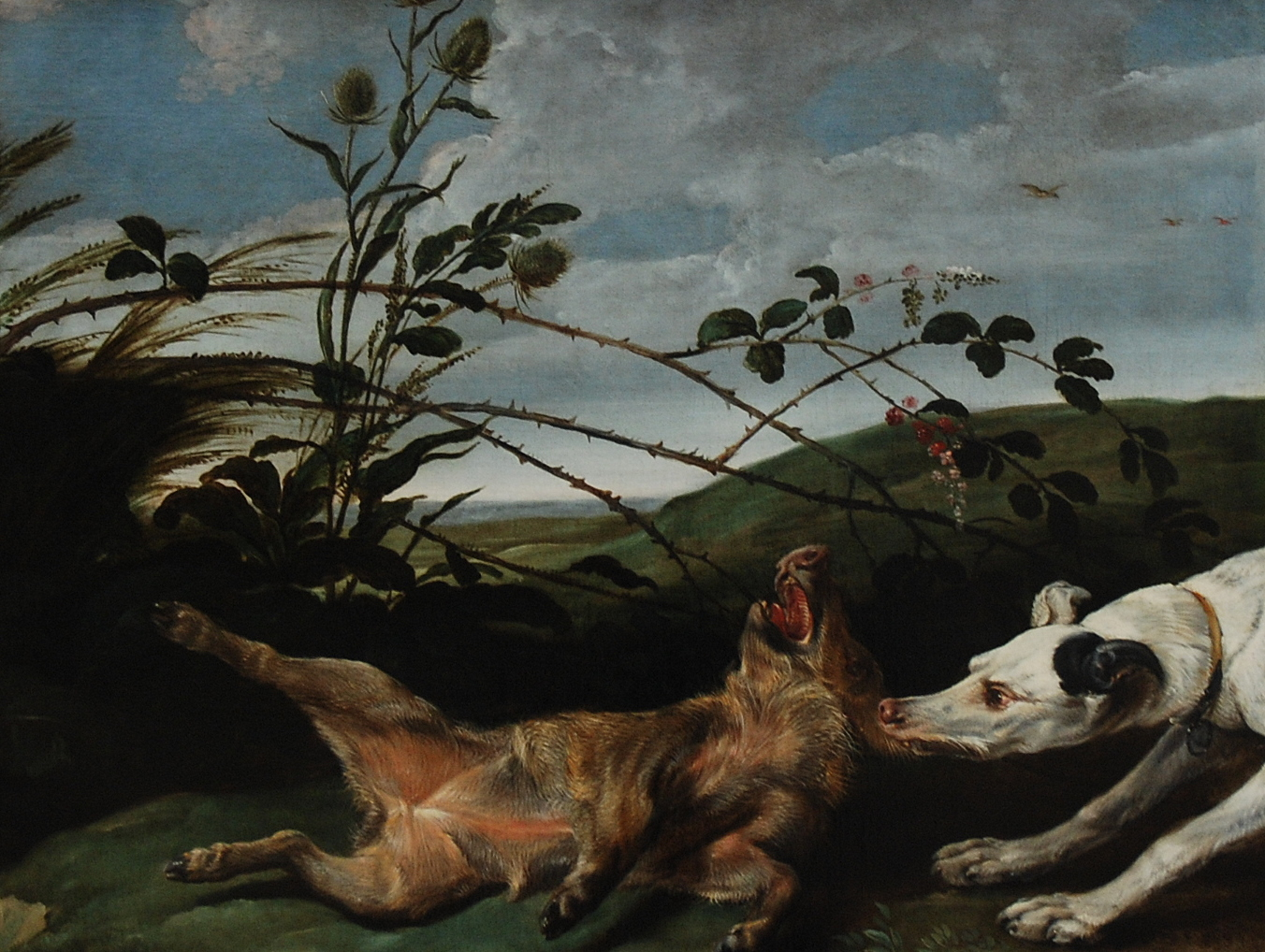
Họa phẩm về một con chó săn đang tấn công lợn rừng

Khi săn heo việc truy đuổi của những chú chó săn là đặc biệt quan trọng. Những con chó săn đã được sử dụng để săn lợn rừng từ thời cổ đại. Chó săn heo rừng được chia thành hai loại loại chó rượt đuổi, và những con chó vây bắt. Những con chó săn quấy rối và săn lùng heo rừng, giữ nó dồn ở một nơi và sủa ầm ĩ để báo động cho các thợ săn đến địa điểm, do đó các thợ săn có thể bắt kịp và giết heo rừng. Người ta thường sử dụng các loại chó Cur như Leopard Cur, Chó lông xoáy Rhodesia, Blackmouth Cur, Blue Lacy, Catahoula và những chó săn chuyên đánh hơi mùi hương như Walker Hound, Foxhound, Plott Hound và Berner Niederlaufhund.
Những con chó chuyên vây bắt con lợn, chúng bám chặt vào con lợn với hàm của mình, điển hình là việc chúng táp và cấu vào tai của lợn. Một khi nó bắt được con lợn, chúng sẽ giữ chặt con lợn băng cách vít đầu đầu con lợn xuống và ghì chặt cho đến khi các thợ săn đến. Các thợ săn sau đó chạy ra phía sau đít con lợn và giết chết con lợn rừng với một con dao hoặc cây thương, trừ khi mục tiêu là bắt sống, trong trường hợp các thợ săn sẽ tóm và nâng cao một chân phía sau, lật con lợn nằm ngửa và buộc chặt chân của lợn. Những con chó vây bắt thường là các giống chó khỏe như Bully, chẳng hạn như giống như Bulldog Mỹ, Pit Bull, Staffordshire Bull Terrier, Boxer, Bullmastiff, chó ngao, Cane Corso, Dogo Argentino, Dogue de Bordeaux, Great Dane, Neapolitan Mastiff. Ở Việt Nam, tại vùng rừng U Minh Hạ này nhiều thú lắm đặc biệt là heo rừng chạy thành từng đàn trong rừng. Chỉ với một bầy chó săn và một dàn bẫy người ta có thể bắt được hàng chục con heo rừng và các loài thú khác.
Để săn được lợn rừng, ngoài người thợ săn bắn giỏi họ còn huấn luyện thêm một đội chó săn tinh luyện để cùng hỗ trợ. Mỗi lần đi săn lợn rừng, phường săn mang theo ít nhất ba con chó săn để đuổi bắt. Tuy nhiên, cũng có những khi chó săn bị lợn rừng húc chết. Đó là trường hợp những con chó quá liều lĩnh khi tấn công trực tiếp vào heo rừng và bị nó dùng nanh đánh gục. Tại vùng U Minh Hạ có con lợn rừng độc chiếc gọi là Ông Chảng, nặng tới 180 kg, vốn là một con lợn rừng đã trúng bẫy nhưng con này vô cùng hung dữ. Để thoát bẫy, nó tự cắn đứt chân mình và khi bị mất chân, nó càng hung dữ hơn, khi nó kiếm ăn ở khu rừng ven ấp và hễ gặp người là tấn công. Nhiều người chạy thục mạng khi gặp con lợn này. Con lợn độc chiếc tấn công, hai cái răng nanh sắc nhọn như lưỡi dao của nó vô cùng nguy hiểm. Nó đã giết 4 trong số 06 con chó săn, nó đã 4 lần dùng răng nanh húc lòi ruột chó, rồi ngoạm đứt họng chó, sau đó nó tiếp tục húc chết thêm một con chó săn đầu đàn, sau đó thì bị thợ săn giết chết bằng mũi giáo đã thọc ngập mang tai, cụ thể là khi phát hiện con heo rừng đang núp trong lùm mịt mùng chang đước và cây ráng. Bầy chó săn bao vây, sủa vang động báo hiệu thì con lợn từ trong bụi rậm đã nhảy phóc ra ngoài, trực diện tấn công con chó đầu đàn, nó đánh bằng nanh một phát lòi ruột con chó đầu đàn.

### Săn hổ
Người ta sử dụng chó săn để săn hổ theo phương pháp này thì người ta phải huấn luyện một bầy chó săn thuần thục, đặc biệt là khi săn hổ trong rừng taiga. Khi gặp phải con hổ, những con chó sẽ bắt đầu sủa dữ dội, đồng thời cầm chân con hổ bằng việc bu vào cắn vào phía chân sau hoặc mông của con hổ. Con hổ buộc phải quay lại đối đầu. Khi con hổ cuối cùng bị dồn ép và những con chó thường sẽ làm cho tiếng sủa chói tai làm cho con hổ trở nên cực kỳ căng thẳng. Một nửa trong số các con chó sẽ tiếp tục bao quanh con hổ, trong khi những con chó khác được nghỉ ngơi. Mặc dù con hổ có sức mạnh rất gê gớm những con hổ thường không trụ vững trước những con chó trừ khi nó bị dồn ép và nhiều khi phải tháo chạy, điều này liên tưởng đến việc vây đánh hổ của những con sói lửa.
Người Sán Dìu khi đi săn hổ cũng đen theo những con chó để hỗ trợ và nếu nhà nào có đem theo chó săn thì sẽ được thưởng phần thịt hổ khi săn được. Ở Nga, người ta còn dùng chó truy tìm hổ, họ chọn giống chó săn tại Đức, sau khi được đào tạo tại Nga để chuyên đánh hơi phát hiện phân hổ, một con chó nghiệp vụ được đưa tới Campuchia để tìm kiếm dấu vết của hổ tại khu bảo tồn, chúng sẽ kiếm phân hổ tại khu bảo tồn đa dạng sinh học Seima. Nhìn chung, các giống chó săn nội địa ở Việt Nam cũng giống như giống chó nhà rất sợ hổ, khi thấy có khí của hổ trong bán kính gần 1 km, giống chó săn cũng không có con nào dám đến gần những con chó săn khi đánh hơi thấy hổ là đã không dám đánh hơi tiếp nữa mà cứ quanh quẩn bên con người nhất là ở Miền Tây sông nước, khi đang đi rừng mà thấy đàn chó săn cụp đuôi, sợ sệt co cụm lại là dấu hiệu nhận biết con hổ đang ở gần và họ chọn giải pháp là lùa bọn chó xuống xuồng và rời khu vực đó.

### Săn thỏ

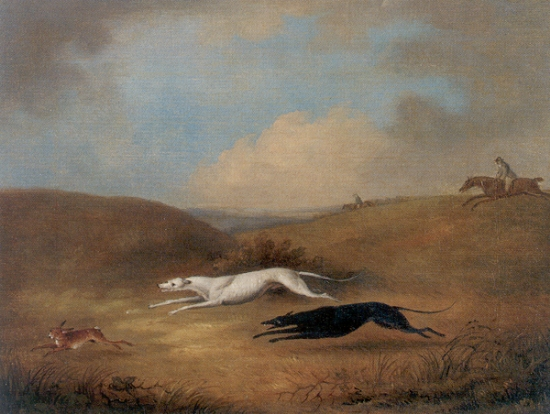
Hai con chó săn đang rượt theo một con thỏ

Trong những cuộc săn thỏ, chó săn đóng vai trò rất quan trọng, người ta săn những con thỏ đồng với những con chó săn greyhound và hay những con chó săn đuổi khác mà chúng đuổi theo thỏ bằng tầm nhìn chứ không phải bằng việc đánh hơi. Săn thỏ là một môn thể thao cạnh tranh, trong đó những con chó được kiểm tra về khả năng chạy của chúng để có thể rượt kịp và tóm lấy một con thỏ, từ thời cổ đại, đã có hay chơi trò thả hai con chó săn thỏ đuổi theo một con thỏ rừng trên khoảnh đất trống.
Sự rượt đuổi là một kỹ thuật săn bắn lâu đời được thực hành với greyhound, hoặc giống săn đuổi khác. Hình thức lâu đời nhất của săn thỏ chỉ đơn giản là liên quan đến việc hai con chó đuổi theo một con thỏ, kẻ chiến thắng là con chó bắt được thỏ. Săn thỏ ở Anh thì người ta cho thỏ chạy khoảng 40–45 km/h (24-26 mph) sẽ kéo dài khoảng 35-40 giây hơn một phần ba của một dặm (0,5 km), sau đó những con chó săn thỏ sẽ đuổi theo bắt đầu bắt kịp với nó. Nhưng những con greyhound lớn hơn nhiều so với thỏ rừng nhưng ít nhanh nhẹn chúng nhận thấy thỏ một cách khó khăn và khó trong việc để làm theo lần theo dấu thỏ.

### Săn cáo

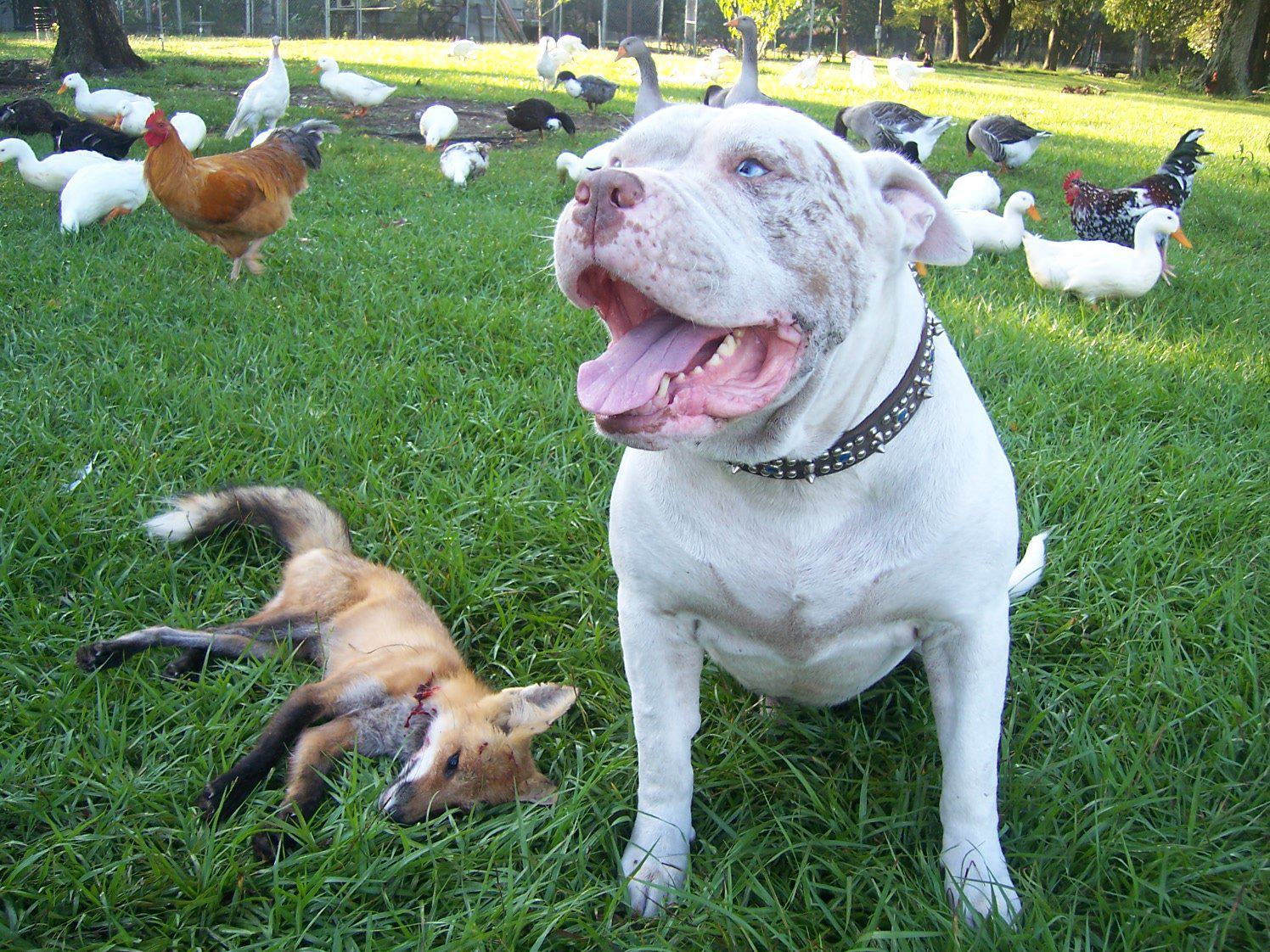
Một con chó săn đã tiêu diệt một con cáo để bảo vệ đàn gà

Săn cáo thường được thực hiện với một gói con chó săn mùi hương hay còn gọi là chó đánh hơi và trong hầu hết trường hợp chúng được nuôi một cách đặc biệt chỉ để dành cho việc săn cáo. Những con chó được huấn luyện để theo đuổi con cáo dựa trên mùi hương của nó. Hai loại chính của Chó săn cáo Anh và chó săn cáo của Mỹ. Việc sử dụng Chó săn đánh hơi để theo dõi con cáo bắt đầu ở Assyria, Babylon, và thời Ai Cập cổ đại cùng với Hy Lạp và La Mã Săn bắn với con chó săn đã được phổ biến trong thời Celtic Anh, ngay cả trước khi người La Mã đến, và đưa vào đây giống Castorian và giống chó săn Fulpine mà họ sử dụng để săn. Việc săn bắn truyền thống đã được đưa đến Anh khi William Kẻ chinh phục đến, cùng với Gascon và chó săn Talbot.
Người ta cũng có thể sử dụng một con chó săn đuổi bằng tầm nhìn như Greyhound hay những con chó săn sẽ đuổi theo con cáo mặc dù thực tế điều này là không phổ biến trong tổ chức săn bắn, và những con chó này thường được sử dụng cho việc rượt đuổi những thỏ rừng trong các cuộc săn thỏ. Săn cáo cũng có thể sử dụng chó săn để đào xới đất ra hoặc giết cáo đang ẩn dưới lòng đất, như vậy những con chó săn này chúng đủ nhỏ để theo đuổi con cáo thông qua các đoạn đất hẹp. Tuy nhiên điều này không phổ biến tại Hoa Kỳ.

### Săn chuột
Người ta cũng nghiên cứu, huấn luyện loài chó vào mục đích săn chuột, nhằm biến loài chó thành những "cỗ máy" nghiền thịt chuột. Việc huấn luyện chó săn chuột khá đơn giản. Chó vốn không thèm ăn thịt chuột, nhưng nhìn thấy chuột là sẵn sàng cắn chết. Giống chó vốn có sức mạnh, tốc độ, nên nó có thể vồ chuột nhanh như chớp. Việc huấn luyện chó vào mục đích săn chuột đem lại hiệu quả không cao so với mèo. Chó có khả năng đánh hơi cực tốt, phát hiện ra chuột chui rúc ở mọi xó xỉnh, ngóc ngách. Nhưng, muốn tóm được chuột thì lại phải tiến hành công việc đào bới nơi chuột trú ngụ, chó sẽ đánh hơi tìm hang chuột và những người săn chuột sẽ đào bới để truy bắt. Kết quả có thể tóm được chú chuột nhắt bằng quả cau, song cũng phá tan cả bờ bãi, đê điều.
Thông thường, mỗi thợ săn phải dắt chó đi theo, nghe tiếng chó sủa, chuột sợ không dám bò ra khỏi hang, tha hồ đào bắt", chó sẽ đánh hơi ra chỗ ẩn nấp của con mồi, chó săn mũi thính không bỏ sót những hang có chuột lẩn trốn bên trong, người ta xuỵt chú chó lại. Con chó rúc mũi vào hang, sủa mấy tiếng, rồi luôn chân cào bới. Điều đó có nghĩa trong hang đang có chuột. Để chọn được chó săn chuột ưng ý rất khó, trong các tiêu chuẩn chọn chó thì phải chọn được chó có hình dáng ngực nở, mình trắm, phần đầu trán hơi nhô về phía trước, mũi ba ba để ngửi vật.
Những chú chó nghiệp vụ đóng vai trò chủ chốt, Chó nghiệp vụ săn chuột ở Việt Nam thuộc giống chó cỏ nhưng phải qua đào tạo nhiều tháng thì mới hình thành kỹ năng săn chuột. Để huấn luyện một chú chó thành thục đi bắt chuột cũng phải mất hai năm. chó có nhiệm vụ đi khảo sát, nắm tình hình, đánh hơi chuột từ các miệng hang nhan nhản ngoài đồng. Phát hiện ra mục tiêu, chúng khịt khịt mũi hoặc sủa lên để gọi chủ tới. Hai chân trước của chúng bới mạnh vào hang chuột. Nếu chuột chạy ra ngay, chó lập tức đuổi theo và tóm gọn.
Thành phố New York có các bãi rác, hẻm tối, nơi cư trú của hơn hai triệu con chuột, những đống rác thải tồn đọng trong thành phố là nơi sinh sống lý tưởng cho loài động vật gặm nhấm như chuột và mang đến bệnh dịch hạch ở người. Đội săn chuột R.A.T.S (Ryders Alley Trencher Fed Society) thành lập năm 1995. Các thành viên của đội R.A.T.S là những chú chó săn được huấn luyện để chuyên bắt các loại chuột trong thành phố. Người ta thường chọn lựa chó săn chuột từ các giống chó phổ biến như Border, Norfolk, chó săn cáo và giống chó chồn. Các chuyên gia sẽ huấn luyện nhiều kỹ năng theo dõi, đuổi theo, áp sát và tiêu diệt con mồi.
Biệt đội chó săn chuột đang thực hiện nhiệm vụ bắt những con chuột Na Uy nặng 0,5 kg, đầu tiên những con chó nhỏ có nhiệm vụ đánh hơi và xua lũ chuột ra khỏi hang, sau đó những con chó to hơn sẽ bắt chuột, các chú chó hầu như không bị thương khi săn chuột mặc dù loại chuột mà chúng săn có cân nặng tới 0,5 kg. Sau khi chó săn bắt và giết thành công lũ chuột trong thùng rác, chúng sẽ mang chiến lợi phẩm về cho chủ, một khi bản năng săn mồi của loài chó trỗi dậy, chúng sẽ không bao giờ dừng lại, chó săn có thể giết một con chuột chỉ trong hơn một giây, trong khi nếu người dân dùng miếng dán chuột, thời gian có thể lên đến vài ngày, những chú chó săn hiếm khi nhiễm bệnh của chó, ngoại trừ khả năng bị nhiễm khuẩn khi săn chuột. Khi chúng bắt những con mồi đã trúng bả, chúng có thể bị nhiễm độc từ con chuột đó nhiều hơn.